# Hedwig Fischer-Hofmann
Hedwig Fischer-Hofmann (* 14. April 1888 in Wien, Österreich; † April 1983 in Syracuse, Bundesstaat New York, USA) war eine österreichisch-US-amerikanische Dermatologin, Frauenrechtlerin und NS-Verfolgte.

## Leben
Hedwig Hofmann wurde als Tochter von Edmund Öden Hofmann (1849–1923) und Henriette Hofmann  geborene Hock (* 1857) geboren. Der Vater stammte aus Lendava in Ungarn (heute: Slowenien) und war Herausgeber der „Kontinentalen Holzzeitung“. Die Mutter war gebürtige Wienerin. Hedwig Hofmann studierte Medizin in ihrer Heimatstadt und promovierte am 25. Januar 1915 in diesem Fach. Bis zum Jahr 1921 war sie Assistentin des Dermatologen und Vorstandes Ernest Finger und Ärztin im Filialspital „Asyl“ des Franz-Joseph-Spitals. Sie beschäftigte sich mit der Vakzinenbehandlung der Gonorrhoe bei Frauen und suchte nach präventiven Maßnahmen zur Bekämpfung von Geschlechtskrankheiten bei verwahrlosten weiblichen Jugendlichen. Nach dem Ersten Weltkrieg führte Hedwig Hofmann zudem eine private Praxis für Haut- und Geschlechtskrankheiten. Im Jahr 1922 folgte die Eheschließung mit Alois Fischer. 1936 bekam sie von der Angestelltenkrankenkasse die Kassenzulassung als erste weibliche Fachärztin für Haut- und Geschlechtskrankheiten. Hedwig Fischer-Hofmann gehörte der Kommission für Volksgesundheit an, die unter dem Vorsitz von Dora Brücke-Teleky stand. Weitere Mitglieder der Kommission waren Gertrud Bien und Gertrud Ceranka. 1924 nahm Fischer-Hofmann federführend an einer vom „Bund österreichischer Frauen“ initiierten Aktion zur Bekämpfung von Geschlechtskrankheiten teil. Sie war zudem Mitglied der „Organisation der Ärztinnen Wiens“. Im September 1931 nahm sie, gemeinsam mit Dora Brücke-Teleky, Jenny Adler-Herzmark, Frida Becher von Rüdenhof und Pauline Feldmann am Kongress des „Internationalen Ärztinnenverbands“ in Wien teil. Hedwig Fischer-Hofmann entwickelte eine rege Vortragstätigkeit.
Kurz nach dem Anschluss Österreichs im Jahr 1938 wurde Fischer-Hofmann, aufgrund ihres jüdischen Glaubens, die Kassenzulassung entzogen. Ihr gelang die Flucht nach Frankreich und von Paris aus weiter nach New York City. 1942 wurde ihr eine Praxiseröffnung in Syracuse im Bundesstaat New York gestattet. 1943 eröffnete diese Praxis ihre Pforten.

## Publikationen (Auswahl)
- mit Viktor Mucha (1917): Über Vakzinenbehandlung der Gonorrhoe bei Frauen. Wiener klinische Wochenschrift. Wilhelm Braumüller k.u.k. Hof- und Universitätsbuchhändler
- (1929): Forderungen der Organisation der Wiener Ärztinnen. In: Die Österreicherin, Jg. 2, Nr. 9, 7

## Auszeichnung
- 1953 Trägerin des Ordre des Palmes Académiques in Frankreich